# Ödlend
Ödlend (bis 1961 Oedlend) war ein Ortsteil der Gemeinde Rattenberg im Landkreis Straubing-Bogen. Heute wird der Ort dem Ortsteil Redlmühl zugerechnet.
Der Ort liegt rechts des Klinglbachs an der Kreisstraße SR 37.

## Geschichte
Oedlend gehörte zum Landgericht Mitterfels und zur Pfarrei Rattenberg. Die Einöde war bis zum Jahr 1970 ein Ortsteil der ehemaligen Gemeinde Siegersdorf, die nach Rattenberg eingemeindet wurde.

### Namensschreibweisen
Eine Kartendarstellung aus der Zeit um 1829 bezeichnet den Ort Elend. Die Schreibweise des Ortsnamens im Zeitraum von 1838 bis 1950 war Oedlend, mit Ausnahme der Matrikeln des Bistums Regensburg von 1860 und 1916, in der Oedlendt verwendet wurde. Ab der Volkszählung 1961 wurde „Oe“ durch den Umlaut „Ö“ ersetzt, also Ödlend geschrieben.

### Einwohnerentwicklung
- 1838: 0 14 Einwohner[4]
- 1860: 00 5 Einwohner[11]
- 1871: 0 13 Einwohner[6]
- 1875: 0 12 Einwohner[14]
- 1885: 0 16 Einwohner[7]
- 1900: 0 18 Einwohner[8]
- 1913: 00 6 Einwohner[12]
- 1925: 0 13 Einwohner[9]
- 1950: 00 9 Einwohner[10]
- 1961: 0 15 Einwohner[13]
- 1970: 0 13 Einwohner[1]